# Quick, Let's Get Married
« The Confession (film, 1964) » redirige ici. Pour les autres significations, voir The Confession (homonymie).
Pour plus de détails, voir Fiche technique et Distribution.
Quick, Let's Get Married est un film américain réalisé par William Dieterle et sorti en 1965.
Produit par  William Marshall pour relancer la carrière de son épouse de l'époque Ginger Rogers. Ce film a souffert d'un tournage mouvementé, Dieterle venant remplacer le réalisateur Victor Stoloff en cours de production. Le film ne sera diffusé en version intégrale qu'en 1971.

## Synopsis
Une femme aide un voleur à localiser un ancien trésor enfoui quelque part.

## Fiche technique
Sauf indication contraire, les informations mentionnées dans cette section peuvent être confirmées par la base de données cinématographiques IMDb,  présente dans la section « Liens externes ».
- Titre original anglais : Quick, Let's Get Married[1] ou The Confession ou Seven Different Ways
- Titre allemand : Heirate mich, Gauner![2]
- Réalisation : William Dieterle
- Scénario : Allan Scott
- Producteur : William Marshall
- Société de production : Kay Lewis Enterprises et William Marshall Productions
- Musique : Michael Colicchio
- Photographie : Robert J. Bronner
- Montage : Carl Lerner
- Direction artistique : Willis Connor et James W. Sullivan
- Pays d'origine : États-Unis
- Format : Couleur - 35 mm - 1,37:1 - Son : Mono
- Genre : Comédie dramatique
- Durée : 96 minutes
- Date de sortie : 
  - États-Unis : 1965
  - Allemagne : 14 avril 2001

## Distribution
- Ginger Rogers : Madame Rinaldi
- Ray Milland : Mario Forni
- Barbara Eden : Pia Pacelli
- Walter Abel : Le voleur
- Pippa Scott : Gina
- Elliott Gould : Le muet
- Carl Schell : Beppo
- Michael Ansara : Maire Pablo
- Cecil Kellaway : L'évêque
- David Hurst (en) : Gustave
- Vinton Hayworth : Aguesta
- Leonardo Cimino : Dr. Paoli

## Production
Le film est produit par le mari de Ginger Rogers, William Marshall, dans l'optique de donner un second départ à la carrière de sa femme. Il est tourné du 1er avril au 14 mai 1964 en Jamaïque, là où se trouve les studios de Marshall, la Marshall Productions Studio Kingston. La réalisation est tout d'abord confiée à Victor Stoloff, avant que Marshall ne le limoge et que William Dieterle, alors en fin de carrière cinématographique, ne le remplace.

## Exploitation
Une première projection a lieu en 1965 dans un lieu non déterminé. Cette projection s'avère être « un désastre total et [le film] est retiré des salles en très peu de temps ». La même année, le film passe à la télévision américaine, sous le titre Quick, Let’s Get Married. En 1971, le film ressort aux États-Unis sous le titre Seven Different Ways. Il faudra attendre le 14 avril 2001 pour que le film passe sur 3Sat en Allemagne, le pays du réalisateur Dieterle.